# Paralaubuca
Paralaubuca és un gènere de peixos de la família dels ciprínids i de l'ordre dels cipriniformes.

## Taxonomia
- Paralaubuca barroni (Fowler, 1934)
- Paralaubuca harmandi (Sauvage, 1883)
- Paralaubuca riveroi (Fowler, 1935)
- Paralaubuca stigmabrachium (Fowler, 1934)
- Paralaubuca typus (Bleeker, 1865)[2][3][4][5]